# Попов Олександр Іванович
Попов Олександр Іванович (10 серпня 1891, с. Куп'єваха — 6 травня 1958, США) — учений-педагог, громадський і церковний діяч.

## Біографія
Народився в с. Куп'єваха (нині село Богодухівського району Харківської області) в сім'ї священика. 1909 закінчив 2-гу Харківську гімназію, історико-філологічний факультет Харківського університету (1910—1915). Педагогічну діяльність розпочав 1916 в гімназіях Харкова, очолював педагогічний колектив гімназії ім. Б.Грінченка (1919—1921). 1919 пристав до КП(б)У, але 1920—1921 виключений з партії. Займався науково-педагогічною роботою, опублікував протягом 1916—1928 понад 50 праць із питань соціального виховання. Став першим деканом факультету соціального виховання Харківського інституту народної освіти (1921), засновник науково-дослідної кафедри педагогіки (1923), організатор і перший директор Українського НДІ педагогіки (1926). Один з основних авторів «Декларації соціального виховання НКО» (1920), посібників «Порадник соціального виховання» (1921, 1925). 1931 засуджений до 5-ти років таборів за причетність до т. зв. Українського національного центру (див. «Українського національного центру» справа 1930—1932), але згодом вирок скасували, залишивши 3 роки умовного покарання. Працював у школах Харкова. 1937—1939 перебував в ув'язненні, але був звільнений з-під варти. За гітлерівської окупації очолював Раду Українського товариства «Просвіта» (1941—1943). У лютому 1943 в Києві висвячений у диякони, служив вікарним священиком в Андріївській церкві, а також у кількох парафіях Львова (1943—1944).
У Німеччині пристав до осередку прихильників ідеї «соборности» в Українській автокефальній православній церкві (1945—1947), організатор Ашаффенбурзького з'їзду (1947), учасники якого виступили проти церковних канонів УАПЦ за кордоном. За відступництво і змову Попова позбавили сану та відлучили від церкви. Редагував часопис «Православний українець» (1947—1950), переїхав до США 1950, член Малої і Великої рад УАПЦ «соборноправної» в США.
Помер у США.